# ГЕС Bini à Warak
ГЕС Bini à Warak — гідроелектростанція в Камеруні, яка станом на 2017 рік перебувала на початковому етапі будівництва.
Місце для нової станції обрали на крайній півночі країни, за 70 км на схід від центру провінції Адамава міста Нгаундере, між ним та кордоном з Чадом. Проектом передбачено використання гідроенергетичного потенціалу річки Віна (вона ж Мба, Біні), яка є лівим витоком Логоне (найбільша ліва притока Шарі, котра впадає в безсточний басейн озера Чад). У своїй середній течії Віна містить ділянку водоспадів і порогів Варкак.
Під час спорудження станції планується перекрити річку комбінованою (бетонна гравітаційна плюс земляна) греблею висотою 37 метрів. Це дозволить утворити водосховище з площею поверхні 80 км2, яке живитиме ГЕС потужністю 75 МВт. Турбіни станції працюватимуть з напором у 200 метрів. Видача електроенергії відбуватиметься до підстанції Mounguel по ЛЕП, що працюватиме під напругою 225 кВ та матиме довжину 70 км.
В 2017 році китайська компанія Sinohydro завершила підготовчі роботи, які включали спорудження житлових корпусів, лабораторій, а також підготовку кар'єрів. Завершення будівництва заплановане на 2021/2022 роки.